# Тип (таксономия)
Вижте пояснителната страница за други значения на Тип.
В таксономията, тип е това, което фиксира името на даден таксон.
Обикновето това е екземплярът от даден вид (типов екземпляр), който пръв е бил определен като представител на този вид и по който видът е получил името си. Типовият екземпляр може да се съхранява в музеи, хербарии, колекции. Типът със сигурност не е индивид, който е „типичен представител“ на своя вид, а е просто първият описан за науката индивид. Типът може да бъде и само описание, илюстрация или таксон.